# Loose Change (EP)
Loose Change é um extended play do músico britânico Ed Sheeran divulgado em plataformas digitais a partir de meados de Julho de 2010 como um lançamento independente. Gravado nos Sticky Studios no Sudeste da Inglaterra, o projecto foi produzido e arranjado por Jake Gosling e foi relançado três vezes: em 2011, novamente em 2015 como parte de uma colecção de cinco EPs de Sheeran (sob o título 5), e finalmente em 2016 em disco de vinil colorido de 12". O título do EP é baseado no segundo verso da faixa de abertura, "The A Team".
Loose Change é a segunda parte do que Sheeran chamou de The Five EP Projects, todos financiados pelo próprio e lançados independentemente. O seu lançamento inicial foi considerado bem sucedido devido ao sucesso de "The A Team", que foi mais tarde inclusa no álbum de estúdio de estreia do músico e lançada como o single de estreia do artista. Devido a isto, no relançamento de 2015, "Let It Out" foi posicionada como a faixa de abertura do EP. "Little Bird" é outra faixa de Loose Change que também foi inclua no álbum de estúdio de estreia do artista.
Loose Change conseguiu alcançar o número noventa da tabela musical de álbuns do Reino Unido em 2011. Em 2017, após Sheeran divulgar duas canções do seu terceiro álbum de estúdio, o EP conseguiu entrar na tabela de álbuns da Austrália nas noventa melhores posições. Para o álbum ao vivo Live at the Bedford, Sheeran cantou "The A Team" e "Homeless" como as canções de abertura da performance.

## Alinhamento de faixas
Todas faixas compostas por Ed Sheeran, excepto onde notado, e produzidas por Jake Gosling.
1. "The A Team" — 4:22
2. "Homeless" (E. Sheeran, Anna Krantz) — 3:33
3. "Little Bird" — 3:47
4. "Sofa" (E. Sheeran, A. Krantz) — 3:21
5. "One Night" (E. Sheeran, J. Gosling) — 3:29
6. "Firefly" — 4:17
7. "The City" (Live at Sticky Studios) (E. Sheeran, J. Gosling) — 5:09
8. "Firefly" (Bravado Dubstep Remix) — 4:27

## Desempenho nas tabelas musicais
| País — Tabela musical (2011-17)     | Posição de pico |
| ----------------------------------- | --------------- |
| Austrália — ARIA Albums Chart       | 83              |
| Irlanda — IRMA                      | 39              |
| Reino Unido — UK Albums Chart (OCC) | 90              |

Certificações e vendas
| Região — Associação (Vendas) | Certificação |
| ---------------------------- | ------------ |
| Reino Unido — BPI (60 000)   | Prata        |

## Histórico de lançamento
| Região      | Data                    | Distribuidora fonográfica  | Formato                       | Catálogo      |
| ----------- | ----------------------- | -------------------------- | ----------------------------- | ------------- |
| Reino Unido | 7 de Fevereiro de 2010  | Sheeran Lock               | CD, download digital          |               |
| Reino Unido | 12 de Dezembro de 2011  | Atlantic                   | CD, download digital          | 5310501072    |
| Mundo       | 12 de Maio de 2015      | Atlantic · Gingerbread Man | CD box set · download digital | 2564-60890-7  |
| Mundo       | 26 de Fevereiro de 2016 | Atlantic · Gingerbread Man | Disco de vinil                | 0825646042463 |